# Châtel-Censoir
Châtel-Censoir es una localidad y comuna francesa situada en la región de Borgoña, departamento de Yonne, en el distrito de Avallon y cantón de Vézelay.

## Demografía
| 1 016 | 1 067 | 1 141 | 1 211 | 1 332 | 1 310 | 1 423 | 1 422 | 1 346 | 1 344 | 1 346 | 1 312 | 1 235 | 1 192 | 1 148 | 1 135 | 1 012 | 983 | 891 | 934 | 826 | 823 | 787 | 748 | 756 | 662 | 708 | 805 | 713 | 677 | 602 | 657 | 670 |
| Para los censos de 1962 a 1999 la población legal corresponde a la población sin duplicidades (Fuente: INSEE [Consultar]) |       |       |       |       |       |       |       |       |       |       |       |       |       |       |       |       |     |     |     |     |     |     |     |     |     |     |     |     |     |     |     |     |